# El Bohodón
El Bohodón ist ein zentralspanischer Ort und eine Gemeinde (Municipio) mit 110 Einwohnern (Stand: 2024) in der Provinz Ávila in der Autonomen Region Kastilien-León. 

## Lage und Klima
El Bohodón liegt auf der Südseite der Sierra de Gredos in der Provinz Ávila in einer Höhe von ca. 885 m. 
Die Entfernung nach Ávila beträgt knapp 23 km (Fahrtstrecke) in südlicher Richtung. Das Klima ist gemäßigt bis warm; der Regen (ca. 447 mm/Jahr) fällt mit Ausnahme der trockenen Sommermonate übers Jahr verteilt.

## Bevölkerungsentwicklung
| Jahr      | 1970 | 1981 | 1991 | 2001 | 2011 | 2021 |
| Einwohner | 415  | 284  | 202  | 176  | 142  | 117  |

## Sehenswürdigkeiten
- Kirche Mariä Himmelfahrt (Iglesia de Nuestra Señora de la Asunción)

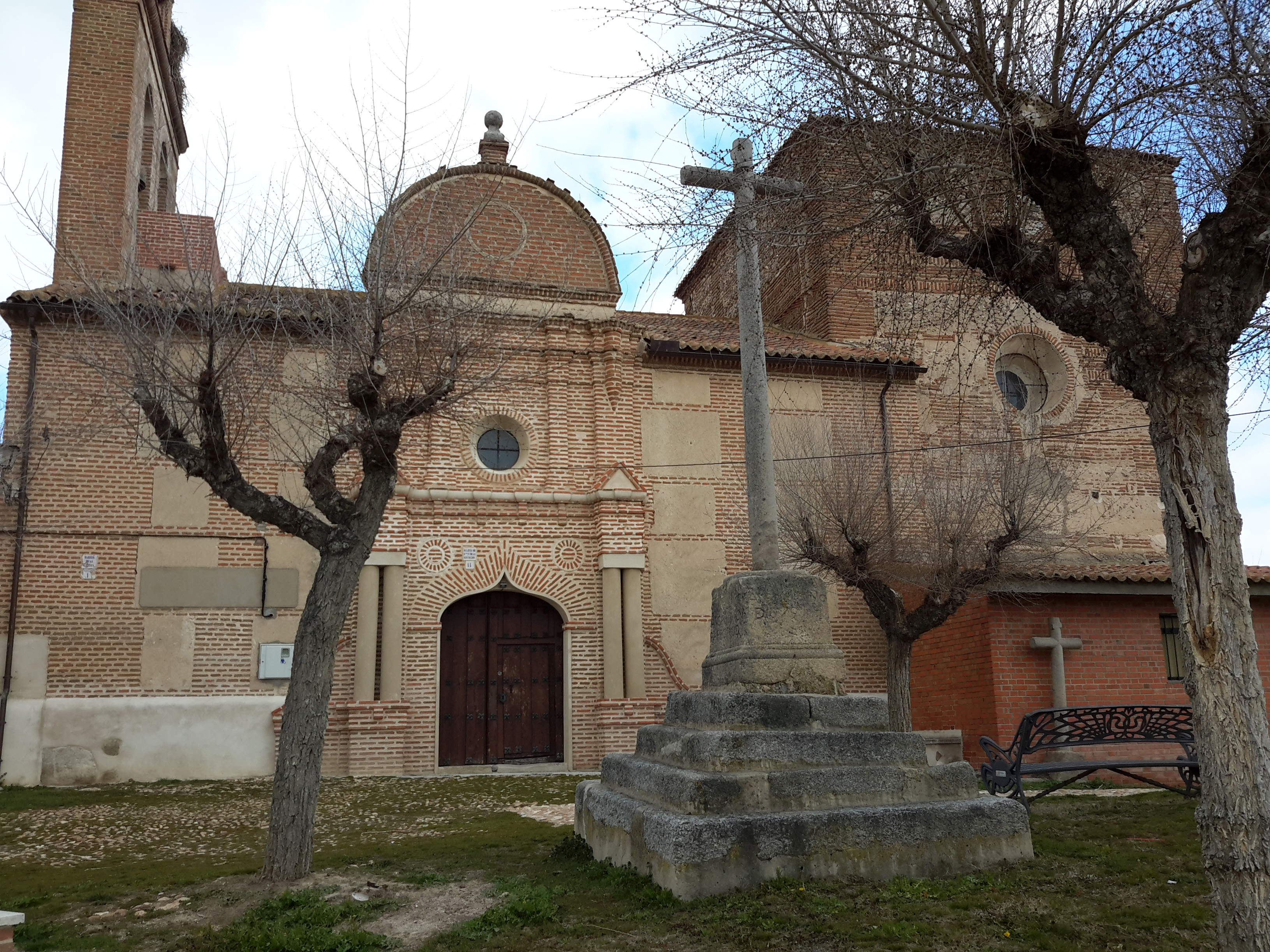
Kirche Mariä Himmelfahrt